# نیلوفرانه
نیلوفرانه نام آلبومی از علیرضا افتخاری خواننده ایرانی و عباس خوشدل آهنگ‌ساز ایرانی است. این آلبوم پس از انتشار محبوبیتی فراوان نزد مردم یافت.
این آلبوم مشتمل بر هشت تصنیف و ترانه است. سراینده اشعار این آلبوم قیصر امین‌پور است.
افتخاری بعدها در یکی از مصاحبه‌های تلویزیونی این آلبوم را بهترین اثر عمرش دانست و گفت
من در تنهایی خویش ترانه‌های آن را با خود زمزمه می‌کنم.
در کنار آهنگسازی، تنظیم موسیقی این اثر نیز بر عهده عباس خوشدل بوده و جلال ذوالفنون نیز در این آلبوم سه‌تار نواخته‌است.زمانی که این اثر به انتشار درآمد، دو-سوم نمایندگان مجلس نامه‌ای به رییسِ وقت صدا و سیما نوشتند و به خاطر انتشارِ این اثر از او تشکر کردند.

## فروش
این آلبوم پرفروش‌ترین آلبوم تاریخ موسیقی ایران است.به گفتهٔ ناشر این آلبوم، این اثر از تیراژ ۶ میلیون نسخه سی دی و کاست هم گذشته و حداقل از هر ۴ ایرانی یک نفر نیلوفرانه را شنیده‌است.

## اجرای زندهٔ آلبوم
ارکستر ملی ایران به سرپرستی و رهبری فریدون شهبازیان و خوانندگی علیرضا افتخاری قطعاتی از این آلبوم را درقالب جشنواره موسیقی فجر، در تالار وحدت اجرا کردند. در این ارکستر، عباس خوشدل آهنگساز «نیلوفرانه» هم حضور داشت.
عباس خوشدل درباره این اجرا گفته‌است:
آقای افتخاری برای اولین بار با یک ارکستر ۶۰ نفره روی صحنه آمد که «نیلوفرانه» را اجرا کند. حتی وقتی بهترین و قوی‌ترین خواننده هم روی صحنه قرار می‌گیرد، شرایطش با استودیو فرق دارد. شرایط صحنه همیشه به‌طور کامل ایدئال نیست. افتخاری برای دوهزار نفر روی صحنه رفت و این مسئولیت بالایی را به دوش خواننده می‌گذارد. اما می‌توانم بگویم که اجرای او شاهکار بود. من به عنوان آهنگساز «نیلوفرانه» لحظه‌لحظه اجرا نگران افتخاری بودم. او ۲۰ سال بود که این اثر را اجرا نکرده بود. فکر کنید. افتخاری می‌خواست اثر ۲۰ سال پیش را برای شما اجرا کند، در حالی که ظرافت و دقت شهبازیان را در کنارش دارد. حین اجرا دائم نگران مسائل زیادی بودم؛ مثلاً اینکه سکوت‌ها به موقع نباشند. اما باید اعتراف کنم کار افتخاری چیزی در حد معجزه بود. بعد از اجرا به او گفتم: «افتخاری! خیلی نگرانت بودم اما تبریک می‌گویم.» او در اجرای برج میلاد پرقدرت‌تر از اجرای تالار وحدت ظاهر شد. قدرت و اطمینان‌اش بیشتر بود. فریدون شهبازیان هم خیلی زحمت کشید.

## شرح

### هنرمندان
- آواز: علیرضا افتخاری
- آهنگساز و تنظیم‌کننده: عباس خوشدل
- ترانه‌سرا: قیصر امین‌پور
- به اهتمام: فریدون شهبازیان
- اشعار دوبیتی: محمود تابنده، سهیل محمودی، فاطمه سالاروند، قباد غفاری
- غزل‌سرا: مولانا

#### نوازندگان
- تکنواز سه‌تار: جلال ذوالفنون
- نی: حسن ناهید
- ویولن: همایون رحیمیان / ابراهیم لطفی / علی رئیس فرشید
- تار: شهریار فریوسفی
- بربط : جمال جهانشاد
- آلتو: محمد بیگلری‌پور / سیاوش ظهیرالدینی
- کنترباس: علیرضا خورشیدفر
- ویولنسل: کریم قربانی / محسن تویسرکانی
- تنبک: کامبیز گنجه‌ای
- سنتور: مجید اخشابی
- کلارینت : سعید اتوت

#### عوامل دیگر
- ضبط موسیقی: استودیو بل
- صدابرداران: منوچهر ریاحی / ایرج فهیمی
- نقاشی روی جلد: سیاوش مظلومی‌پور

## فهرست قطعه‌ها
موسیقی همهٔ ترانه‌ها توسط عباس خوشدل ساخته شده‌است.
| شماره      | نام             | سراینده                                               | آهنگساز    | مدت   |
| ---------- | --------------- | ----------------------------------------------------- | ---------- | ----- |
| ۱.         | «در هوای تو»    | قیصر امین‌پور                                          | عباس خوشدل | ۰۷:۴۶ |
| ۲.         | «آواز (افشاری)» | مولانا                                                | عباس خوشدل | ۰۷:۵۴ |
| ۳.         | «حکایت دل»      | قیصر امین‌پور                                          | عباس خوشدل | ۰۷:۳۵ |
| ۴.         | «کوی بی نشان»   | قیصر امین‌پور                                          | عباس خوشدل | ۰۶:۱۵ |
| ۵.         | «بوی پیراهن»    | قیصر امین‌پور                                          | عباس خوشدل | ۰۵:۴۱ |
| ۶.         | «بهشت یاد»      | قیصر امین‌پور                                          | عباس خوشدل | ۰۶:۴۲ |
| ۷.         | «آواز (دشتی)»   | محمود تابنده، سهیل محمودی، فاطمه سالاروند، قباد غفاری | عباس خوشدل | ۰۸:۲۱ |
| ۸.         | «نیلوفرانه»     | قیصر امین‌پور                                          | عباس خوشدل | ۰۸:۳۴ |
| مجموع مدت: | مجموع مدت:      | مجموع مدت:                                            | مجموع مدت: | ۵۸:۵۰ |